# Ocotea glaucosericea
Ocotea glaucosericea är en lagerväxtart som beskrevs av J.G. Rohwer. Ocotea glaucosericea ingår i släktet Ocotea och familjen lagerväxter. Inga underarter finns listade i Catalogue of Life.